# Hedychium bousigonianum
Hedychium bousigonianum là một loài thực vật có hoa trong họ Gừng. Loài này được Pierre ex Gagnep. mô tả khoa học đầu tiên năm 1904.